# Samtkragen

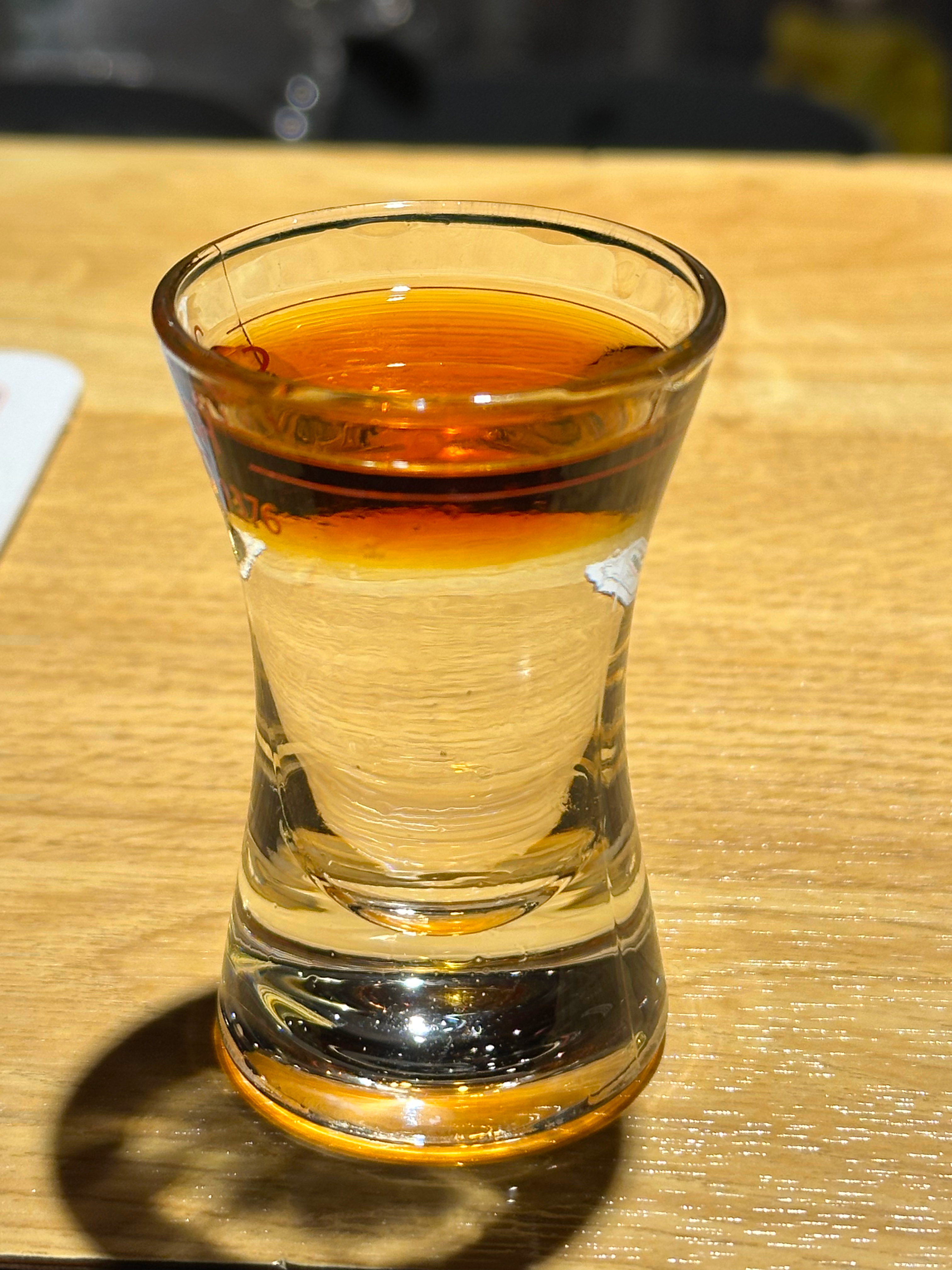
Samtkragen

Der Samtkragen ist ein alkoholisches Getränk, das vor allem am Niederrhein und im Ruhrgebiet verbreitet ist. Im Sauerland ist das alkoholische Getränk auch als „Strubbeliger“ bekannt. Er ist eine Mischung aus drei Teilen Kornbrand und einem Teil Boonekamp (ein Magenbitter) und wird in Schnapsgläsern („Pinneken“ genannt) serviert.
Idealerweise nimmt man einen einfachen Kornbrand mit 32 % Alkohol, da dieser aufgrund des niedrigeren Alkoholgehalts deutlich schwerer ist als der Boonekamp, so dass die Schichtung deutlich sichtbar ist.
Beim Einschenken wird mit Hilfe eines Fadenausgießers der Boonekamp so auf den Korn gegossen, dass eine klare Trennlinie zwischen Korn und Boonekamp entsteht. Er sollte nun schnell serviert werden, da mit zunehmender Erwärmung die Trennlinie verschwimmt. Der Samtkragen wird in einem Zug getrunken, damit sich beide Zutaten im Mundraum vermischen.